# Оксацилін
Оксацилін — напівсинтетичний антибіотик з групи пеніцилінів для перорального та парентерального застосування. Оксацилін був уперше синтезований у лабораторії британської фармацевтичної компанії Beecham у 50-х роках ХХ століття.

## Фармакологічні властивості
Оксацилін — напівсинтетичний антибіотик з групи пеніцилінів обмеженого спектру дії. Препарат має бактерицидну дію, що зумовлена порушенням синтезу клітинної стінки бактерій. До оксациліну чутливі такі мікроорганізми: стафілококи; стрептококи, у тому числі пневмококи; нейсерії; Bacillus anthracis; Corynebacterium diphtheriae; спороутворюючі анаероби; спірохети. Нечутливими до антибіотика є рикетсії, хламідії, віруси, найпростіші, грибки, більшість грамнегативних бактерій. Основним клінічним значенням оксациліну є стійкість до бета-лактамаз стафілококів, тому препарат застосовується переважно при стафілококовій інфекції.

### Фармакодинаміка
При внутрішньом'язовому введенні оксацилін швидко всмоктується, біодоступність при парентеральному введенні становить близько 90%. При пероральному прийомі біодоступність становить 30-35%, концентрація в плазмі крові значно нижча, чим при внутрішньом'язовому введенні. Препарат добре проникає в синовіальну, плевральну, асцитичну рідину. Погано проникає через гематоенцефалічний бар'єр. Оксацилін проникає через плацентарний бар'єр, виділяється в грудне молоко. Препарат частково метаболізується в печінці. Виводиться оксацилін з організму нирками, а також частково з жовчю. Період напіввиведення препарату становить 30 хвилин, при порушенні функції нирок цей час не змінюється.

## Показання до застосування
Оксацилін застосовують при стафілококовій інфекції, яку спричинюють стафілококи, що нечутливі до пеніциліну та феноксиметилпеніциліну — сепсисі, пневмонії, абсцесах, флегмонах, остеомієліті, інфікованих опіках, ранових інфекціях, інфекціях сечовидільної системи. Оксацилін ефективний також при сифілісі.

## Побічна дія
При застосуванні оксациліну можливі наступні побічні ефекти:
- Алергічні реакції — часто висипання на шкірі, свербіж шкіри, кропив'янка; рідко набряк Квінке, анафілактичний шок, бронхоспазм.
- З боку травної системи — нечасто нудота, блювання, діарея, псевдомембранозний коліт, кандидоз ротової порожнини; при передозуванні (застосування більше 6 г/добу препарату) спостерігають жовтяниця, підвищення рівня білірубіну, активності амінотрансфераз у крові, гарячка.
- З боку сечостатевої системи — нечасто інтерстиціальний нефрит, гематурія, протеїнурія, вагінальний кандидоз.
- Зміни в лабораторних аналізах — нечасто еозинофілія, нейтропенія, агранулоцитоз.

При тривалому передозуванні препарату імовірний розвиток масивних кровотеч внаслідок токсичної дії на кістковий мозок, а також токсична дія на нервову систему.

## Протипокази
Оксацилін протипоказаний при підвищеній чутливості до β-лактамних антибіотиків. Під час лікування оксациліном рекомендовано припинити годування грудьми.

## Форми випуску
Оксацилін випускається у вигляді порошку в флаконах для ін'єкцій по 0,25 та 0,5 г; желатинових капсул по 0,25 г і таблеток по 0,25 та 0,5 г. Оксацилін входить до складу комбінованого препарату 'Ампіокс'.